# Khan Muhammad Khan
El Coronel Khan Muhammad Khan (Urdu: کرنل خان محمد خان) fue un prominente soldado Sudhan y político en Poonch, sirviendo a la Asamblea Legislativa (conocida como Praja Sabha) del estado principesco de Jammu y Cachemira hasta 1947. Más tarde, sirvió como Presidente del Consejo de Guerra durante la Rebelión Poonch de 1947 (considerado como la "Guerra de Independencia" por los Poonchis).

## Primeros años y carrera
Khan Muhammad Khan nació en 1882, en una aldea llamada Chhachhan (hoy Khan Abad) en el Sudhanoti tehsil de Poonch jagir en una familia de élite Sudhan. Después de aprender el Corán en casa, fue a escuela en Kahuta (distrito de Rawalpindi) a la edad de 10 años. Después de concluir la escuela primaria, se unió al Ejército del Raj británico en 1902.
Khan participó en la Primera Guerra mundial, recibiendo la Medalla de Servicio Distinguido indio (IDSM). Se retiró del ejército con el rango de Subedar-major.
Luego de su retiro del ejército, Khan trabajó como inspector policial de Poonch por el Raja Baldev Singh. Khan ocupó el cargo hasta 1924, después de lo cuál se dedicó a actividades de bienestar social.

## Activismo
A comienzos del s. XX, surgió cierta organización social y educativa en diferentes regiones de Jammu y Cachemira. Su objetivo básico era eliminar las costumbres y tradiciones nocivas y no islámicas de la sociedad a través de la conversión pacífica y educando a la generación joven. siguiendo el mismo patrón, Khan Muhammad Khan inició inició un movimiento socio-educativo en la región de Poonch Jagir a principios de la década de 1930; sin embargo, consideró a la educación como el instrumento más significativo para el mejoramiento de la sociedad. Era la necesidad de la hora, ya que la proporción de educación entre los musulmanes en Poonch jagir era de alrededor del 2% en comparación al 5% del resto de Jammu y Cachemira mientras que la condición en las aldeas estaba en su peor nivel. Con respecto a la promoción de la educación, empezó una campaña educativa en 1934.
Organizó una reunión de mujeres de la región en Dhar Drach, un pueblo cerca de Pallandri. En aquella reunión en particular, enfocó su charla en torno de la educación de las niñas y les pidió que apoyaran su proyecto educativo a través de una primicia de excedente de harina en lo básico diario. Después del compromiso verbal de aquellas mujeres, Khan lanzó el "Plan de Financiación Muthi Bhar Atta" (abreviado como Plan Muthi Bhar Atta) siguiendo el patrón de Anjuman-e-Humayat-e-Islam. Bajo este plan de financiación, un handful de la harina de cada familia estuvo recogida en una base semanal y utilizado para financiar proyectos como las construcciones de la Mezquita Jamia y el Darul Allum Madrassa en Pallandri cuál servía como escolar de educación religiosa en la región.
Luego de la exitosa finalización de la Jamia Masjid y el Darul Allum extendió la campaña educativa. Pronto Khan Sahib logró formar el comité de notables para trabajar en la promoción de la educación en la región. Para promover las tendencias educativas entre las nuevas generaciones, los miembros del comité visitaron diferentes pueblos, El registro de Khan refleja que los soldados en servicio y los oficiales subalternos de joven de la región de Poonch Jagir del ejército británico-indio también habían apoyado financieramente su campaña educativa. No sólo centró su devoción en la promoción de la educación entre los niños, sino que se intereso mucho en la educación de niñas y estableció la escuela para niñas en Cheh Chann, cerca de Pallandri, el 17 de noviembre de 1939
Bajo este movimiento, se establecieron varias escuelas independientes en las diferentes partes de la región de Poonch donde los maestros prestaron sus servicios de forma voluntaria. Una fuente afirmó que un caballero conocido como Sardar Shah Wali Khan había establecido una escuela privada en Patola (Tain), un área remota en la parte noroeste de Poonch jagir en 1935, donde enseñó como voluntario hasta que la escuela fue tomada por Gobierno del Estado en su titularidad en 1945. En cuanto a la promoción de la educación, este movimiento tuvo un impacto muy positivo en toda la región. Es por eso que; la proporción educativa en la región de Poonch se ha mantenido más alta que en el resto de los distritos de Azad Kashmir. Para el desarrollo económico, social y de infraestructura de la región. Khan adoptó una estrategia para promover las relaciones laborables entre el Gobierno y sociedad.

## Historia
Khan ingresó a la política por primera vez con su elección al escaño de Tehsil Bagh y Sudhnati en las primeras elecciones de la Asamblea Legislativa de Jammu y Cachemira, celebradas en 1934. Su rival político, Ch. Khan Bahadar Khan Bhango recibió menos de 1000 votos y, en consecuencia, perdió su depósito de garantía.
Khan volvió al escaño de Tehsil Bagh y Sudhnoti en las elecciones posteriores a la Asamblea Legislativa hasta 1946, cuando se hizo a un lado voluntariamente a favor de Sardar Muhammad Ibrahim Khan, quien más tarde se convirtió en el primer presidente de Azad Kashmir.
En 1947 se convirtió en presidente del Consejo de Guerra durante la Guerra de la Independencia y luego se convirtió en miembro del Consejo de Defensa. También organizó a 60.000 ex militares de la tribu Sudhan para luchar contra el 'gobierno Dogra' en Poonch.
Dedicó su vida y los recursos que tenía a mejorar la vida de los musulmanes de Poonch en particular y de los musulmanes de Cachemira en general. Su principal preocupación política era la difícil situación de los musulmanes bajo el opresivo gobierno de doble nivel de Raja Poonch y Maharaja de Cachemira. Trabajó contra varios males sociales que prevalecían entre su pueblo en ese momento. Motivó a su pueblo a renunciar a las prácticas sociales superfluas y frívolas como la dote, el gasto generoso en rituales de nacimiento, muerte y matrimonio, nasvay y cigarrillos, y enfatizó la importancia de la educación para todos. Es básicamente gracias a sus esfuerzos que Azad Kashmir hoy tiene una tasa de alfabetización comparativamente más alta que las áreas vecinas de NWFP y Punjab. Fundó la Sudhan Educational Conference, que aún brinda educación gratuita a los pobres, también estableció un plan muthi bhar atta en el que se recolectaba un puñado de la harina sobrante de cada familia todos los días y se usaba para financiar proyectos como la construcción de la mezquita Jamia y la Darul Allum madraza en Pallandri.

## Su rol en la Lucha de Independencia de 1947
Poco después del anuncio del plan de partición el 3 de junio de 1947, en virtud del cual el subcontinente del sur de Asia se dividió en dos estados soberanos llamados Pakistán e India, Khan Sahib Col Khan Muhammad Khan Baba e Poonch celebró una reunión de ex militares en Pallandri y anunció la formación de guardias locales para varios grupos de aldeas en Sudhnati, Bagh y Kotli. Fue el primer paso hacia la lucha armada por la liberación de Cachemira y su adhesión a Pakistán. Khan sb Col Khan Muhammad Khan estableció el campamento Numb cerca de Pallandri el 1 de octubre de 1947 e hizo arreglos para la distribución de raciones secas a los voluntarios que se unían a las fuerzas de liberación que se estaban organizando para luchar contra el gobierno de Dogra. El 2 de octubre de 1947, Khan Sahib celebró la última reunión para organizar las fuerzas muyahidín en el área de Chechan. Asistieron a la reunión muchos JCO jubilados y ex militares del bajo Sudhnati y áreas adyacentes de Kotli. El 6 de octubre de 1947 se estableció en Pallandri un Consejo de Guerra bajo el mando de Khan sahib Col Khan Muhammad Khan Baba e Poonch. Posteriormente fue reconstituido y renombrado como Consejo de Defensa bajo el teniente coronel Syed Ali Ahmed Shah, Ministro de Defensa como Presidente y Syed Nazeer Hussain Shah, Ministro de Finanzas, Brig Muhammad Zaman Kiyani, Col Habib ur Rehman y Sahib Khan Col Khan Muhammad Khan como miembros.
El 1º Batallón Azad Kashmir fue oficialmente levantado en Kotli el 28 de noviembre por el Subcomandante (Shaheed Caption) Muhammad Hussain Khan. Su día de levantamiento se remonta al 6 de octubre de 1947 por el Presidente del Consejo de Guerra Khan Sahib Col Khan Muhammad Khan y la Unidad se trasladó hacia Jhangar la misma noche.
Durante la gira de estado, Maharaja Hari Singh, el gobernante, llegó a Rawlakot, en el corazón de la tribu musulmana Sudhun, el 21 de abril de 1947. Estaba algo alarmado al ver a más de 40 mil ex-militares del ejército indio británico reunidos para recibirlo. Esta reunión fue organizada por Khan Sahib Col Khan Muhammad Khan, un miembro respetado y eminente de la tribu guerrera Sudhun. Al regresar a su capital, el maharajá se trasladó aquí al batallón de infantería de Jammu y Cachemira (1°, 8° y 9°) a Poonch bajo el recién creado J&K Poonch Battalion.

## Premios y honores

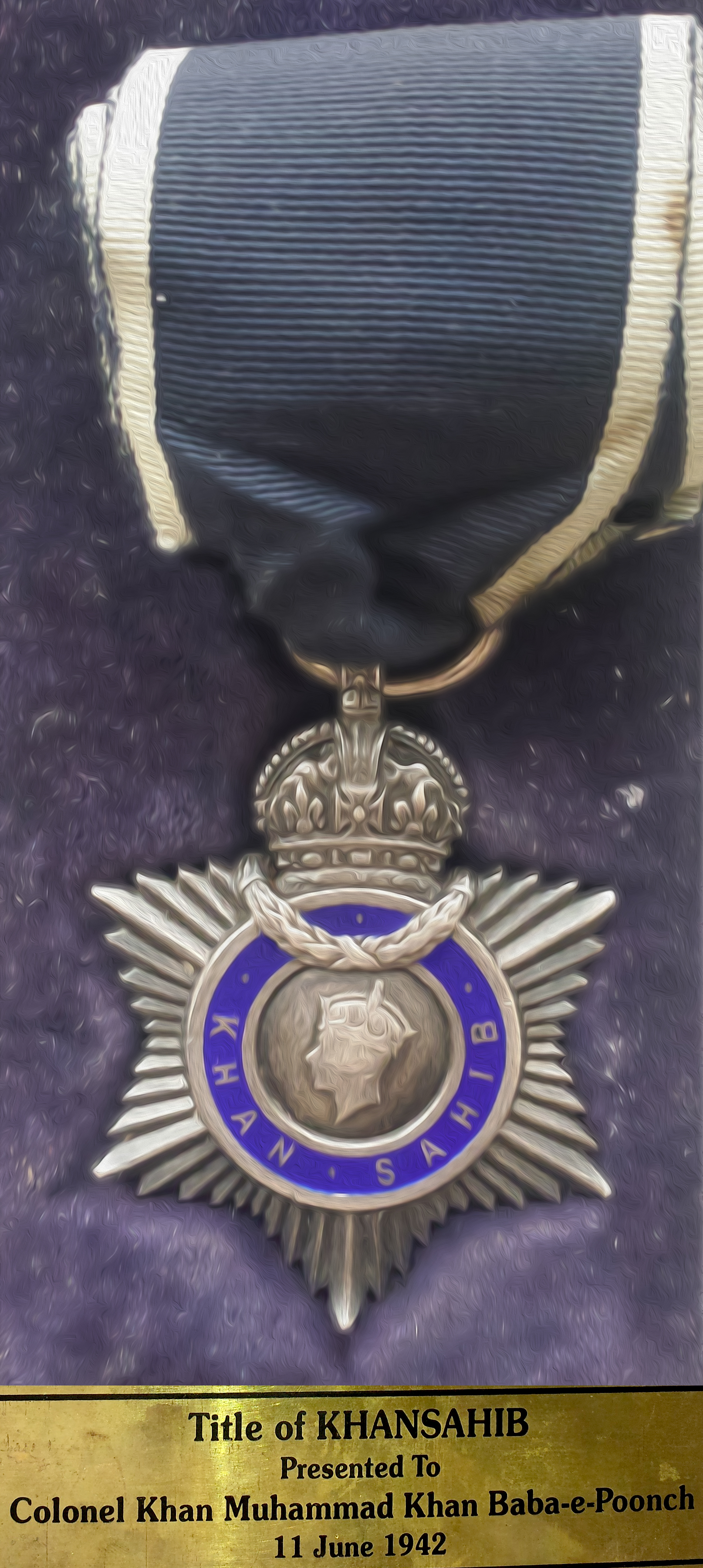
Condecoración Khansab

Por su compromiso y servicio desinteresado al pueblo de Cachemira, recibió el título de Khansahib el 11 de junio de 1942. Otorgado por el virrey y gobernador general de la India en nombre del gobierno británico, el gobierno de Azad Jammu y Cachemira le otorgó los títulos honorarios de Baba-e-Poonch y de Gazi-e-Kashmir.
Su ciudad natal de Chechan en Sudhanoti ha sido rebautizada como Khanabad en su honor, y la universidad de Pallandri Khan Muhammad Khan lleva su nombre.  Cadet College Palandri también tiene una casa llamada Khan House que lleva su nombre.
Cada año el 11 de noviembre, aniversario de su muerte en 1961, los miles de personas reúnen y homenaje de paga en su tumba en Pallandri. Su hijo, el coronel M. Naqi Khan, siguió siendo asesor del primer ministro AJK, miembro de la Asamblea Legislativa de Azad Jammu Cachemira y ministro de Salud y Alimentación en el gobierno de AJK. Después de la muerte del Coronel Naqi Khan, su hijo y nieto de Khan Sahib, el Dr. Muhammad Najeeb Naqi Khan, también se unió a la política y ha sido elegido cinco veces como miembro de la Asamblea Legislativa de Azad Cachemira, una vez siguió siendo miembro del Consejo de Cachemira y es ex Ministro de Salud y Finanzas AJK.